# Гурвич, Илья Самуилович
Илья́ Самуи́лович Гу́рвич (1919—1992) — советский этнограф, доктор исторических наук, один из выдающихся представителей советской школы североведения. Автор более 400 научных работ по истории и этнографии по различным аспектам этногенеза и этнической истории народов Севера. Лауреат Государственной премии СССР.

## Биография
Родился 7 июля 1919 года в Минске в семье инженера-путейца Самуила Константиновича Гурвича и его жены — Евгении Ильиничны Гурвич (1886—1971), врача, получившей образование в Сорбонне. В этом же году семья Гурвичей переехала в Москву, где прошли детство и юность Ильи. В 1928 году, в связи с репрессиями в отношении старой технической интеллигенции, отец был привлечен НКВД по одному из сфабрикованных дел и погиб 4 мая. В дальнейшем Илью и его младшего брата Константина воспитывали мать и тёти.
В 1937 году, окончив с отличием среднюю школу, Илья Гурвич поступил на исторический факультет Московского университета. С первого курса занимался в этнографическом кружке М. О. Косвена. В 1938 году познакомился с С. А. Токаревым, работавшим научным сотрудником московского Центрального антирелигиозного музея (в 1942 году был переименован в Центральный музей истории религии и атеизма).
В 1941 году, по окончании университета, получил направление в Якутию в распоряжение Народного комиссариата просвещения республики. Работал в Оленёкском районе учителем, затем директором неполной средней школы. В 1944 году был избран председателем районного комитета союза учителей. Илья Гурвич установил связь с Научно-исследовательским институтом языка, литературы и истории (НИИЯЛИ) Якутского филиала Академии наук СССР и работал в качестве научного корреспондента этого института, собирая материалы по религии, фольклору, обычаям и быту местного населения. В 1946 году приехал в Москву и поступил в аспирантуру Института этнографии АН СССР, где в 1949 году защитил кандидатскую диссертацию на тему «Оленекские и анабарские якуты (историко-этнографический очерк)»; его научным руководителем был Сергей Александрович Токарев.
После окончания аспирантуры в 1950 году вернулся в Якутию, где в НИИЯЛИ проработал следующие шесть лет в должности младшего, а затем старшего научного сотрудника. В 1956 году он снова вернулся в Москву и работал в Институте этнографии АН СССР. В этом институте, в секторе по изучению социалистического строительства у малых народов Севера, переименованном впоследствии в Сектор Крайнего Севера и Сибири он проработал до конца жизни: сначала заведующим отдела, затем ведущим научным сотрудником. В 1966 году ему была присуждена учёная степень доктора исторических наук за работу «Этническая история Северо-Востока Сибири».
Педагогическая деятельность включала выступления с лекциями перед студентами университетов, в том числе Московского и Новосибирского государственных университетов. Двенадцать его учеников защитили кандидатские и докторские диссертации. Занимался и общественной деятельностью, являясь членом Научного совета по национальным проблемам при Секции общественных наук Президиума АН СССР, консультантом в Совете национальностей Верховного Совета СССР, членом Межведомственной комиссии по проблемам Севера ВАСХНИЛ, членом Ученого совета Института этнографии АН СССР по защите докторских диссертаций.
Умер 12 марта 1992 года в Москве; урна с его прахом была захоронена в закрытом колумбарии Донского кладбища рядом с матерью (колумбарий 18, зал 9). Там же захоронена и урна с прахом его жены — Бойчук Людмилы Львовны (1937—2019), научного сотрудника ОПИ ГИМ. Дочь — Мария Ильинична Бойчук-Гурвич живёт и работает в США, антрополог компании Google.
Был награждён медалями, в числе которых «За доблестный труд в Великой Отечественной войне 1941—1945 гг.» (1946); удостоен Государственной премии СССР (1981, Как один из основных авторов и член редколлегии коллективной монографии «Современные этнические процессы в СССР»).

## Основные работы
- Космогонические представления и пережитки тотемического культа у населения Оленекского района // СЭ. 1948. № 3. С. 148—151;
- Оленекские и анабарские якуты. Историко-этнографический очерк // КСИЭ. Вып. XI. 1950. С. 100—106;
- По поводу определения этнической принадлежности населения бассейнов рек Оленека и Анабара // СЭ. 1952. № 2. С. 73-85;
- Якуты (совместно с С. А. Токаревым) // Народы Сибири. М.; Л., 1956. С. 267—328;
- Юкагиры (совместно с М. В. Степановой) // Там же. С. 885—895;
- Корякский национальный округ (совместно с К. Г. Кузаковым). М., 1960;
- Русские старожилы долины реки Камчатки // СЭ. 1963. № 3. С. 31-41;
- Русские на Северо-Востоке Сибири в XVII в. // ТИЭ. Научный сборник. 1963. Т. 85. С. 71-91;
- Этнические изменения на Северо-Востоке Сибири за последние три столетия. М., 1964;
- Этническая история северо-востока Сибири. М., 1966;
- Алеуты Командорских островов (историко-этнографический очерк) // СЭ. 1970. № 5. С. 112—123;
- Современные этнические процессы у народов Сибири. М., 1973;
- Юкагирская проблема в свете этнографических данных // Юкагиры. Историко-этнографический очерк. Новосибирск, 1975. С. 12-83;
- Юкагиры в советское время // Там же. С. 135—153;
- Культура северных якутов-оленеводов. М., 1977;
- Contemporary Ethnic Processes in Siberia // Perspectives on Ethnicity, La Haye, Mouton Publishers, 1978, pp. 411—419.
- Традиционные культуры Северной Сибири и Северной Америки (ответственный редактор). М., 1981;
- Этническая история народов Севера (ответственный редактор). М., 1982;
- Этнокультурные процессы у народов Сибири и Севера (ответственный редактор). М., 1985;
- Этническое развитие народностей Севера в советский период (ответственный редактор). М., 1987
- Этнокультурные процессы в национально-смешанной среде (ответственный редактор). М., 1989;
- Традиционная обрядность и мировоззрение народов Севера (ответственный редактор). М., 1990[6].